# شيرلي آن جاكسون
شيرلي آن جاكسون (بالإنجليزية: Shirley Ann Jackson) هي فيزيائية أمريكية، ولدت في 5 أغسطس 1946 في واشنطن العاصمة في الولايات المتحدة.

## وصلات خارجية
- شيرلي آن جاكسون على موقع إن إن دي بي (الإنجليزية)